# Watsonarctia bivittata
Watsonarctia bivittata är en fjärilsart som beskrevs av Arnold Spuler 1906. Watsonarctia bivittata ingår i släktet Watsonarctia och familjen björnspinnare. Inga underarter finns listade i Catalogue of Life.